# Veronika Šikulová
Veronika Šikulová (* 15. března 1967 Modra) je současná slovenská prozaička.

## Život
Veronika Šikulová se narodila 15. března 1967 v Modre na Slovensku jako nejstarší dítě spisovatele Vincenta Šikuly a psychiatričky Alice Šikulové. Vystudovala žurnalistiku na Filozofické fakultě Univerzity Komenského, následně pracovala v Literárnom týždenníku, Novém čase a v Muzeu Ľudovíta Štúra v Modre. V současné době je zaměstnaná v Malokarpatské knihovně v Pezinku. Má dvě děti a žije v Modre.

### Literární činnost
Debutovala sbírkou krátkých próz Odtiene, za kterou dostala cenu Ivana Kraska. Po ní následovaly knihy Z obloka a Mesačná dúha. Svým, ale i jiným dětem věnovala veselou knížku pro děti To mlieko má horúčku. Některé její prózy vyšly ve sbornících v Rakousku, časopisecky publikovala v Srbsku a Polsku. Za prozaické dílo Medzerový plod (2009) získala ocenění Anasoft litera a také ocenění Křišťálové křídlo za rok 2015 v kategorii publicistika a literatura. V domácích literárních periodikách se objevila její poezie.

### Dílo
- Odtiene (1997)
- Z obloka (1999)
- Mesačná dúha (2002)
- To mlieko má horúčku (2006)
- Domček jedným ťahom (2009)
- Diera do svetra (2012)
- Medzerový plod (2014)
- Moyzesovo kvarteto 40 (2015)
- Miesta v sieti (2015)
- Petrichor (2016)
- Ži vo mne (2018)
- Tremolo ostinato (2020)[1]

### Ocenění
- Cena Ivana Kraska za knižní debut Odtiene (1999)[2]
- Anasoft litera za knihu Medzerový plod (2015)[3]
- Křišťálové křídlo za rok 2015 v kategorii publicistika a literatura za knihu Medzerový plod [4]

### Dílo přeložené do češtiny
- Místa v síti (2015)
- Mezerovitý plod (2019)